# Németország hívójelkörzetei
Németország hívójelkörzetei területi alapon,  a rádióállomások jellege, és az operátorok licensze alapján is fel van osztva.
Az ITU Németország részére a DA-DR, Y2-Y9 hívójelprefixeket határozta meg.

## Németország hívójelkörzetei[1][2][3]
Németország területi alapú beosztása a hívójel suffixének 1. karaktere alapján történik.
| Prefix  | Körzet | Suffix[1] | Hely                   |
| ------- | ------ | --------- | ---------------------- |
| D[A..R] | *      | M         | Schleswig-Holstein     |
| D[A..R] | *      | V         | Mecklenburg-Vorpommern |
| D[A..R] | *      | E         | Hamburg                |
| D[A..R] | *      | I         | Bréma                  |
| D[A..R] | *      | H,I       | Niedersachsen          |
| D[A..R] | *      | W         | Sachsen-Anhalt         |
| D[A..R] | *      | Y         | Brandenburg            |
| D[A..R] | *      | D         | Berlin                 |
| D[A..R] | *      | G,L,N,O,R | Nordrhein-Westfalen    |
| D[A..R] | *      | F         | Hessen                 |
| D[A..R] | *      | X         | Thüringen              |
| D[A..R] | *      | S         | Sachsen                |
| D[A..R] | *      | K         | Rheinland-Pfalz        |
| D[A..R] | *      | Q         | Saarland               |
| D[A..R] | *      | A,P       | Baden-Württemberg      |
| D[A..R] | *      | B,C,T,U   | Bayern                 |

### Hívójelek megkülönböztetése az állomások jellege alapján
| Prefix | Körzet | Felhasználás                                                                                              |
| ------ | ------ | --- |
| DA     | 0      | Klubállomások                                                                                             |
| DA     | 1..9   | Nem német állampolgárságú NATO személyzet részére - rövidhullám és URH                                    |
| DB     | 0      | Átjátszók, jeladók                                                                                        |
| DB     | 1..9   | Régebben csak URH, jelenleg rövidhullám is engedélyezett                                                  |
| DC     | 0..9   | Régebben csak URH, jelenleg rövidhullám is engedélyezett                                                  |
| DD     | 0..9   | Régebben csak URH, jelenleg rövidhullám is engedélyezett                                                  |
| DE     | 0..9   | SWL állomások részére                                                                                     |
| DF     | 0      | Klubállomások                                                                                             |
| DF     | 1..9   | Egyedi licensz, teljeskörű használathoz                                                                   |
| DG     | 0..9   | Régebben csak URH, jelenleg rövidhullám is engedélyezett                                                  |
| DH     | 0..9   | Régebben csak URH, jelenleg rövidhullám is engedélyezett                                                  |
| DI     | 0..9   | Kísérleti állomások számára                                                                               |
| DJ     | 0      | Németország területén élő nem német állampolgárok részére                                                 |
| DJ     | 1..9   | Városokban létesített rádióállomások részére                                                              |
| DK     | 0      | Klubállomások                                                                                             |
| DK     | 1..9   | Egyedi licensz, teljeskörű használathoz                                                                   |
| DL     | 0      | Klubállomások                                                                                             |
| DL     | 1..9   | Egyedi licensz, teljeskörű használathoz                                                                   |
| DM     | 0..9   | Régi, NDK-ban használt hívójelek                                                                          |
| DN     | 0..9   | Oktatóállomások                                                                                           |
| DO     | 0..9   | Csak VHF és UHF, teljesítménykorlátozással                                                                |
| DP     | 0..2   | - antarktiszi expedíciókon használt rádióállomások állomások - Világűr, műholdak, űrállomások személyzete |
| DP     | 3..9   | Röved, 1 karakteres suffixszel rendelkező versenyállomások                                                |
| DQ     | 0..9   | Általános felhasználás                                                                                    |
| DR     | 0..9   | Általános felhasználás                                                                                    |
| Y2     | 1..9   | Átjátszóállomások                                                                                         |
| Y3     | 1..9   | Versenyállomások, csapatállomások                                                                         |
| Y4     | 1..9   | Jeladók                                                                                                   |
| Y6     | 1..9   | Többpont rendszerek                                                                                       |
| Y9     | 0      | Antarktisz                                                                                                |
| Y9     | 1..9   | Általános felhasználás                                                                                    |

## Lajstromjel
Vízi és légi járművek lajstromjelezéséhez a D prefixet használják.